# Златна беседкова птица
Златните беседкови птици (Prionodura newtoniana), наричани също златни прионодури, са вид дребни птици от семейство Беседкови (Ptilonorhynchidae), единствен представител на род Prionodura.
Разпространени са в екваториалните гори с надморска височина над 700 метра в североизточната част на Куинсланд. Те са най-дребните беседкови птици и достигат 22 сантиметра дължина и 70 грама маса. Мъжките са яркожълти с кафява глава и гръб, а женските са маслиненозелени с пепелявосив корем. Хранят се главно с плодове.